# The Voice USA
The Voice USA är ett amerikanskt TV-program som sänds på NBC. Programmet grundas på den holländska förlagan The Voice of Holland och syftar till att hitta en ny talang (solo eller duett) bland aspirerande sångare från 15 års ålder och upp genom provsjungning inför publik. Vinnaren utkoras av TV-tittarna som kan rösta med telefon, internet, SMS eller genom att köpa ljudinspelningar av artisterna via ITunes. Vinnaren får 100 000 dollar och ett skivkontrakt med skivbolaget Universal Music Group. Hittills har sex vinnare korats: Javier Colon, Jermaine Paul, Cassadee Pope, Danielle Bradbery, Tessanne Chin, and Josh Kaufman.
Programmet sändes första gången 26 april 2011. Det visade sig bli en publiksuccé och den tredje säsongen av programmet inleddes 10 september 2012. Programmet har fyra artister som handleder de tävlande genom programmen. Även artisterna är en del av tävlingen eftersom de tävlar om att just deras lag skall vinna. Den första artistpanelen utgjordes av Adam Levine, Blake Shelton, Christina Aguilera och CeeLo Green. 
Shakira och Usher ersatte Aguilera och Green i säsongerna fyra och sex. I säsong sju kommer Aguilera och Green att ersättas av Pharrell Williams och Gwen Stefani.